# マイボーム腺
マイボーム腺（マイボームせん、英: Meibomian gland）は、まぶたの縁にある特殊な皮脂腺の一つで、目の涙液膜の蒸発を防ぎ、涙が頬にこぼれ落ちるのを防止し、閉じたまぶた内を気密にする働きを持つ油性物質（皮脂）の供給をつかさどる。瞼板腺（けんばんせん、tarsal glands）ともいう。マイボーム腺は上まぶたには約50本、下まぶたには約25本存在する。この腺の名前はドイツの医師、ハインリッヒ・マイボーム （1638年 - 1700年）の名にちなむ。

## タンパク質
ヒトでは、マイボーム腺の分泌物から90種類以上の異なるタンパク質が確認されている。

## 機能不全
マイボーム腺の機能障害によってドライアイが引き起こされることがしばしばある。また、乾燥した眼球がまぶたから皮膚の小さなかけらをこすり取り、眼瞼炎を引き起こすこともある。
マイボーム腺の炎症（マイボーム腺炎、マイボーム腺機能不全、内麦粒腫、またはものもらい）は、濃い分泌物によって腺が塞がることによって起き、その結果生じる腫瘤は霰粒腫と呼ばれる。これと似ている症状に脂腺癌がある。
ドライアイになるだけでなく、細菌のリパーゼによって閉塞が悪化することがある。その結果、遊離脂肪酸が生成され、このために目が刺激されて点状表層角膜炎を引き起こすことがある。